# Precious days
Precious days是I WiSH的第五張單曲。

## 解說
2005年2月9日由SME Records發售。台灣譯為「美麗時光」。

## 收錄曲
1. Precious days
  - 作詞：ai／作曲：nao／編曲：家原正樹、nao
2. 最後的家（最後のホーム）
  - 作詞：ai／作曲：nao／編曲：家原正樹、nao
3. Precious days（Original Karaoke）（Precious days（オリジナルカラオケ））